# 1972 en sports équestres
Chronologie des sports équestres
- 1971 en sports équestres - 1972 en sports équestres - 1973 en sports équestres

Cet article présente les faits marquants de l'année 1972 en sports équestres.

## Événements

### Août
- 29 août 1972 au 9 septembre 1972 : épreuves d'équitation aux jeux olympiques à Munich (Allemagne)[1].

### Année
- première édition du salon du cheval de Paris.